# Michail Nikolajewitsch Schaternikow
Michail Nikolajewitsch Schaternikow (russisch Михаил Николаевич Шатерников; * 21. Oktober 1870 in Moskau; † 1. September 1939 ebenda) war ein russischer Physiologe.

## Leben
Schaternikow ging in Moskau zur Schule und studierte ab 1891 an der Medizinischen Fakultät in Moskau, wo er ein Schüler von Iwan Michailowitsch Setschenow war. 1896 machte er seinen Abschluss und 1899 erhielt er bei Setschenow den Doktorgrad (Habilitation). Von 1900 bis 1902 war er zu einem Studienaufenthalt in Deutschland, unter anderem bei Wilhelm Ostwald. Danach war er Privatdozent für Physiologie an der Lomonossow-Universität in Moskau und hielt auch populärwissenschaftliche Vorlesungen und Vorlesungen für Arbeiter. Ab 1904 war er Professor für Physiologie an der höheren Frauenschule, der späteren (ab 1918) Staatlichen Pädagogischen Universität Moskau. 1919 war er deren Rektor. Von 1908 bis 1930 war er auch Dozent und ab 1912 außerordentlicher Professor am Gewerbeinstitut und von 1909 bis 1918 Dozent an der Sonntagsuniversität (später Städtische Volksuniversität). Von 1917 bis 1939 war er Professor für Physiologie an der Lomonossow-Universität (ab 1930 Erstes Medizinisches Institut). 1920 war er Gründer und Direktor des Instituts für Physiologie der Ernährung in Moskau (davor ab 1918 Labor für Ernährungsphysiologie).
Er befasste sich besonders mit der Physiologie der Sinnesorgane, des Stoffwechsels und der Ernährung. Er begründete in Russland die Ernährungs- und Vitaminlehre.
1928 wurde Schaternikow zum Mitglied der Leopoldina gewählt.